# Горішня Бела Речка
Горішня Бе́ла Ре́чка (болг. Горна Бела речка) — село в Монтанській області Болгарії. Входить до складу общини Виршець.

## Населення
За даними перепису населення 2011 року у селі проживали 69 осіб, усі — болгари.
Розподіл населення за віком у 2011 році:
Динаміка населення: